# 스웨덴 기본법
스웨덴 기본법(스웨덴어: Sveriges grundlagar)은 스웨덴의 정치 체제를 규제하는 스웨덴 왕국의 4가지 헌법으로, 대부분의 국가의 헌법과 유사한 방식으로 적용된다.
이 네 가지 법률은 정부 문서(스웨덴어: Regeringsformen), 언론의 자유법(스웨덴어: Tryckfrihetsförordningen), 표현의 자유에 관한 기본법(스웨덴어: Yttrandefrihetsgrundlagen), 승계법(스웨덴어: Successionsordningen)이다. 이는 함께 다른 법률 및 규정보다 우선하는 기본 프레임워크를 구성하며 어떤 계약이 스웨덴의 일반 법률보다 높은지 정의한다.
의회법(스웨덴어: Riksdagsordningen)은 일반적으로 기본법과 일반법의 중간으로 간주된다. 특정 주요 장은 기본법과 유사한 보호를 제공하는 반면 다른 추가 장은 개정을 위해 단순한 의회 다수결만 요구한다.
기본법을 수정하거나 수정하려면 스웨덴 의회는 총선거를 거쳐 단순 과반수 찬성으로 연속 두 번에 걸쳐 변경 사항을 승인해야 한다. 첫 번째 투표는 국민투표로 보완될 수 있다.